# Hahnia ononidum
Het winterkamstaartje (Hahnia ononidum) là một loài nhện trong họ Hahniidae.
Loài này thuộc chi Hahnia. Hahnia ononidum được miêu tả năm 1875 bởi Eugène Simon.